# Parti socialiste de Majorque
Ne doit pas être confondu avec Parti socialiste des îles Baléares-PSOE.
Le Parti socialiste de Majorque (en catalan : Partit Socialista de Mallorca, abrégé en PSM) est un parti politique espagnol, d'idéologie socialiste, écologiste et majorquiniste, présent uniquement dans l'archipel des Îles Baléares, et plus spécifiquement sur sa plus grande île, Majorque.
Il est fondé en février 1976 sous le nom de Parti socialiste des Îles (Partit Socialista de les Illes), et prend son nom actuel en décembre 1977. Membre de l'Alliance libre européenne depuis le 11 avril 2008, il participe à diverses coalitions de gauche nationaliste au niveau régional et national. La dernière en date, le Bloc pour Majorque (Bloc per Mallorca), participe au gouvernement régional du socialiste (PSIB) Francesc Antich avec trois conseillers sur treize (dont deux du PSM).
Depuis 1989, il appartient à la fédération PSM - Entente nationaliste (Partit Socialista de Mallorca-Entesa nacionalista), auparavant appelée Fédération de la gauche nationaliste des Îles Baléares (FENIB).
En octobre 2006, l'Entente pour Majorque fait scission du PSM.